# Corps Concordia Rigensis
Das Corps Concordia Rigensis ist eine in Riga im Jahre 1869 gegründete deutsch-baltische Studentenverbindung. Es ist seit 1956 in Hamburg ansässig und seit 1959 Mitglied des Kösener SC-Verbandes (KSCV). Die internationalen Corpsmitglieder werden Concorden genannt und bilden einen generationsübergreifenden und lebenslangen Freundschaftsbund.

## Geschichte

### Riga
Die Concordia Rigensis wurde am 29. November 1869 in Riga durch ausgetretene Mitglieder der Fraternitas Baltica am Rigaischen Polytechnikum als zweite deutsche Studentenverbindung gegründet. Zusammen mit der 1875 gegründeten Rubonia und der Fraternitas Marcomannia (1902) stellten diese vier die ersten Verbindungen für die deutschen Studenten im damaligen russischen Riga.
Am 24. Januar 1870 war Concordia Mitbegründerin des Rigenser Chargierten-Convents. Ein Teil der Mitglieder trat im Wintersemester 1880/81 zur Gründung der Selonia aus. Concordia trat am 27. Oktober 1906 aus dem Chargierten-Convent aus und wurde am 27. März 1907 wieder aufgenommen. Sie suspendierte kriegsbedingt im Sommersemester 1915 und rekonstituierte am 14. Oktober 1918. Anschließend wurde auch der Chargierten-Convent wiederbegründet. Vom 31. Januar 1919 bis September 1920 war Concordia wieder kriegsbedingt suspendiert. 1921 wurde sie in den (lettischen) Präsidenkonvent aufgenommen. Sie trat am 30. Oktober 1922 aus dem Präsidenkonvent wieder aus und beteiligte sich am folgenden Tag an der Rekonstitution des Chargierten-Convents. Vom 6. Juli 1924 bis zum 14. Mai 1932 war sie auch wieder Mitglied des Präsidenkonvents.
Im ersten Jahr des Zweiten Weltkriegs infolge des Deutsch-sowjetischen Nichtangriffspakts, der das Baltikum dem sowjetischen Einflussgebiet zuschlug, wurde die Umsiedlung der Deutsch-Balten verfügt. Daher musste auch das Corps am 14. Oktober 1939 vorerst wiederum kriegsbedingt suspendieren, aber es wurde der Beschluss gefasst die Concordia Rigensis am Leben zu halten und bei sich bietender Gelegenheit zu reaktivieren.
Da nach der Umsiedelung von politischer Seite eine Reaktivierung unterbunden wurde, konnte 1941 an der Reichsuniversität Posen als Organisationsform der Altherrenverein nur eine von staatlicher Seite gebilligte Kameradschaft VI (später Kameradschaft "Wolter von Plettenberg" genannt) gegründet werden.

### Hamburg
Aufgrund der politischen Situation war eine Rückkehr nach Riga ausgeschlossen. Daher rekonstituierte  sich das Corps am 13. Oktober 1956  in Hamburg. Seit dem 22. Mai 1958 renoncierte sie im Hamburger Senioren-Convent. Am 10. Juni 1959 in den SC recipiert und damit in den Kösener Senioren-Convents-Verband (KSCV) aufgenommen, steht Concordia Rigensis zu Mensur und Couleur. Vom 1. Dezember 1970 bis zum 29. November 1984 war das Corps aufgrund von Nachwuchsmangel suspendiert.
Concordia Rigensis ist die einzige der damals zahlreichen deutsch-baltischen Studentenverbindungen, die bis heute überlebt hat. Alle anderen Verbindungen sind untergegangen oder haben sich aufgelöst. Heute existieren insgesamt mit der Concordia Rigensis drei Studentenverbindungen, die die speziellen Traditionen der deutsch-baltischen Studentenverbindungen weiterführen: die Fraternitas Dorpatensis zu München (gegründet 1948) und das Corps Curonia Goettingensis (gegründet 1959). Alle drei Korporationen sind Mitglieder des Baltischen Philisterverbandes.
Wie die anderen beiden deutsch-baltischen Studentenverbindungen auch unterhält die Concordia Rigensis nach dem Fall des Eisernen Vorhangs wieder rege Verbindungen ins Baltikum und beteiligt sich aktiv an den deutsch-baltischen Völkerkommersen, die sie 1996, 2005 und 2016 in Hamburg ausrichtete.
Zahlreiche Mitglieder stammen seit ihrer Gründung im Jahre 1971 von der Helmut-Schmidt-Universität und waren oder sind immer noch aktive Offiziere der Bundeswehr. Durch diesen hohen militärischen Anteil stellt die Concordia Rigensis im Kösener Senioren-Convents-Verband (KSCV) eine Besonderheit dar und wird dort inoffiziell auch als Militär- oder Offiziercorps betitelt.

### Farben und Wahlsprüche
Das Farbenband der Concordia Rigensis ist blau-gold-rot in der für das Baltikum typischen Breite von 2 cm. Zu Kommersen wird ein Farbendband mit einer Breite von 2,7 cm getragen. Dazu wird eine kleine dunkelblaue Studentenmütze (Deckel) mit einem goldenen, gestickten Stern (Baltenstern) auf der Oberseite getragen. Wie schon im Baltikum üblich, tragen die Concordenfüchse kein Fuchsenband, sondern ausschließlich einen schwarzen Deckel mit einer speziellen silbernen Brosche an der Seite.
Die Wahlsprüche des Corps lauten Wahr und treu – kühn und frei sowie Viribus unitis (deutsch: „Mit vereinten Kräften“).

### Baltische Besonderheiten
Alle baltischen Corps weisen im Vergleich zu anderen in Deutschland ansässigen Studentenverbindungen zum Teil deutliche Unterschiede auf. Begriffe und Verhalten stammen noch aus den Frühzeiten des Verbindungswesens (18. und frühes 19. Jahrhundert), die sich im Baltikum (und damit fern der Fortentwicklungen der deutschen Verbindungen) mehr oder weniger erhalten haben. So bezeichnet man z. B. den Fuchsmajor als Oldermann, wohl angelehnt an den Ältermann der Gilden der Hansestädte. Es wird auch nicht vom Korporationshaus gesprochen, sondern vom „Conventsquartier“ („C!Q!“). Auch wird sehr viel Wert auf die Erhaltung der alten Studentenlieder gelegt. Auch die Kneipe der Balten kennt nicht den formalen Ablauf, wie er sich im Deutschen Kaiserreich herausgebildet hat. Zudem werden, aus russischem Einfluss herrührend, Wodka und baltische Spezialitäten wie Piroggen angeboten.

## Auswärtige Beziehungen

### Kartell

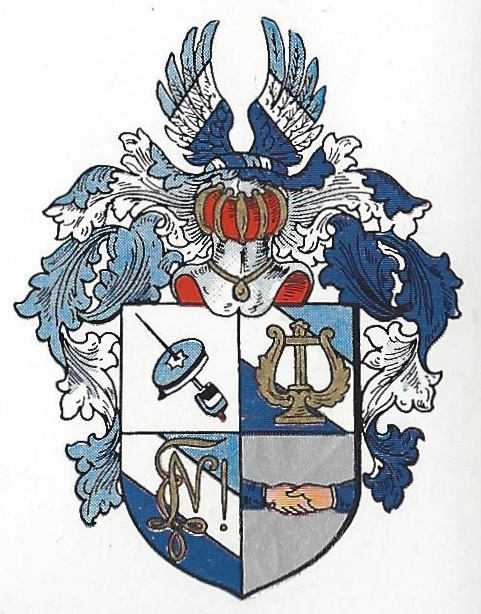
Corps Nevania aus St. Petersburg

Mit dem deutsch-baltische Corps Nevania aus St. Petersburg (gegr. 1847) bestand seit 1909 ein Kartell, dem auch das Corps Rubonia angehörte. Die letzten sieben Philister des Corps Nevania übertrugen im Jahre 1970 die Tradition und das Archiv an die Concordia Rigensis mit der Verpflichtung, das Gedenken an dieses Corps als Beispiel der deutsch-baltische Corpsgeschichte aus Russland wachzuhalten.

### Befreundete Corporationen
- Mit der Fraternitas Lataviensis (gegr. 1926) in Riga besteht seit 1996 ein Freundschaftsvertrag. Diese residiert in dem noch immer vorhandenen alten C!Q! der Concordia Rigensis in Riga.
- Mit der Fraternitas Baltica (gegr. 1865 in Riga) bestand seit 1958 ebenfalls ein Freundschaftsvertrag.

### Baltische Philisterverband (B!Ph!V!)
Seit 1951 der Korporationsverband der baltischen Corporationen aus Dorpat und Riga.
Dem B!Ph!V! gehören heute die Philister folgender Studentenverbindungen an:
- Corps Concordia Rigensis zu Hamburg
- Corps Curonia Goettingensis
- Baltische Corporation Fraternitas Dorpatensis zu München